# História da ciência política
O conceito de política no mundo ocidental foi primeiro estudada na Grécia Antiga, no período da história humana no qual o pensar mítico é fagocitado pelo pensar racional. Vários foram os fatores que deram origem à política. O surgimento da Pólis (cidade-estado) foi o elemento norteador para que a política fosse criando suas bases no mundo grego, e assim, nas cidades, nascesse a grande preocupação em como administrar bem a pólis.
A obra de Hesíodo "O Trabalho e os dias" - é uma boa leitura que podemos fazer para percebemos que o surgimento da política no mundo grego eclodiu de maneira complexa pelos ideais de homens e sociedades pensadas pelos filósofos.
Atenas e Esparta são exemplos de cidades-estados que tinham administração política divergentes, uma vez que os ideais de homem são diferentes: Esparta dá ênfase à força física, formando bons soldados; Atenas, onde nasceu a democracia, o enfoque é uma administração que busque contemplar outras dimensões do individuo, como a arte, a música, a literatura dentre outros aspectos. Assim, podemos compreender que a Politica já surge obedecendo aos interesses de umas poucas cabeças.
Platão, vendo que a política ideal está defeituosa, tem a preocupação em dizer que quem estava bem preparado para Governar as cidades seriam os filósofos e os reis, visto que ambos usavam a alma racional. Vale salientar aqui que Platão via no homem três almas: A alma racional, típica dos filósofos e reis, pois esta se localizava na cabeça; a alma torácica, predominante nos Guerreiros e alma visceral, presente nos escravos.
Aristóteles, através de suas obras "Política" e "Ética a Nicômaco" vai esboçar um novo tipo de política, principalmente por suas ideias de participação popular e por defender que toda boa política deve visar sempre ao bem comum. Há de se dizer, também, que Aristóteles questionou as formas de Governo da época, mostrando de maneira contundente suas falhas.
Enfim, a política na Grécia antiga nasceu pela necessidade de administrar as cidades. De pólis surgiu a política.